# Igualada Hoquei Club femminile
L'Igualada Hoquei Club, meglio noto come Igualada HC o Igualada, era la sezione femminile dell'omonimo club di hockey su pista avente sede a Igualada. I suoi colori sociali sono il rosso e il blu. Fondato nel 1993 come CN Igualada venne assorbito dal club nel 2008; nel 2013 la sezione chiuse e venne fondato il nuovo Igualada Femení CHP.
Nella sua storia ha vinto in ambito nazionale sette campionati.
La squadra disputava le proprie gare interne presso il Poliesportiu Les Comes, a Igualada.

## Palmarès

### Competizioni nazionali
7 trofei
- Campionato spagnolo: 7

1993, 1994, 1995, 1996, 1997, 1998, 2000